# 교토 어소

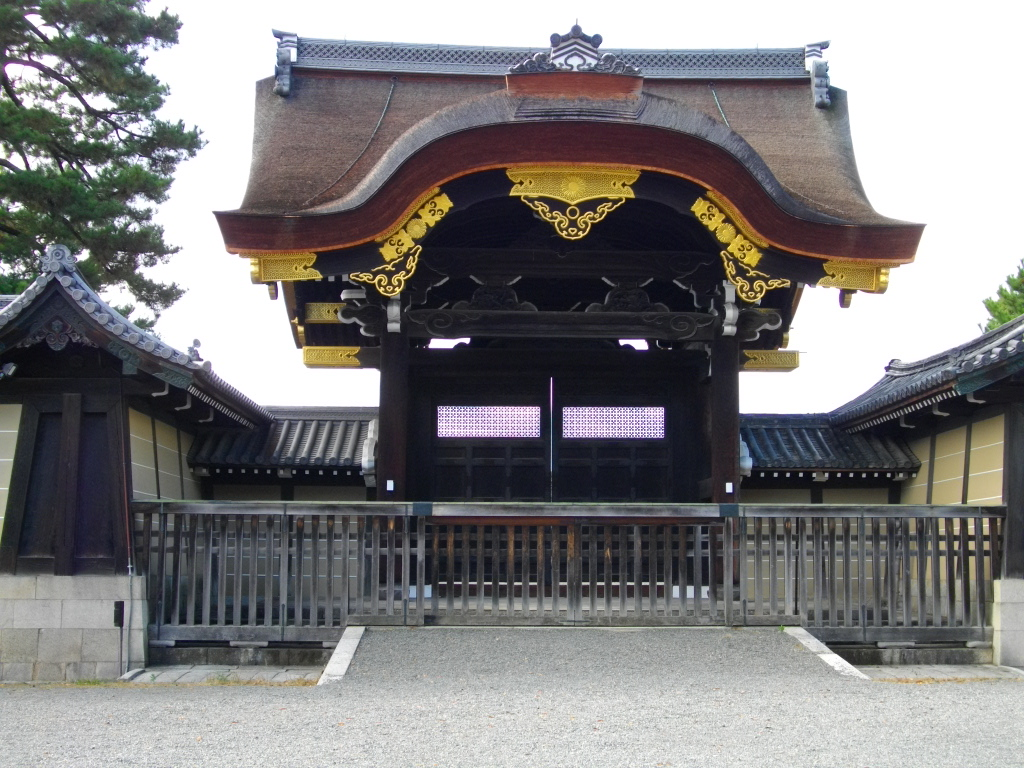

교토 어소(일본어: 京都御所 교토고쇼[*])는 일본 교토부 교토시 가미교구에 있는 일본의 황궁이다. 천황이 1869년에 현재 도쿄에 있는 궁전으로 옮기기 전까지 헤이안 시대부터 에도 시대 말까지 역대 천황이 주거하였다. 현재 대중에게 공개하고 있으며, 일본 궁내청이 관리하고 있다.
교토 어소는 교토에 있는 궁전 가운데 가장 마지막까지 사용한 궁전으로, 본래 서쪽에 있던 정식 황궁을 버리고 이곳으로 들어온 것이다. 교토 어소는 메이지 유신 때 황실을 도쿄로 옮기며 대부분 기능을 상실했지만, 다이쇼 천황과 쇼와 천황은 여전히 이곳에서 즉위식을 치렀다.

## 개요
교토 어소는 부속 정원까지 포함하여 총 남북으로 1300m, 동서로 700m 크기다. 이 궁궐은 에도 시대 초기부터 고위 관료와 귀족들이 사는 거주지와 함께 높은 벽으로 둘러싸여 있었다. 하지만 후에 도쿄로 황실을 옮기며 대부분의 귀족 저택도 함께 옮겼으며, 현재는 대중에게 공원으로 공개하고 있다.
1869년(메이지 2년), 메이지 유신으로 천황이 도쿄의 고쿄(일본어: 皇居, 옛 에도성)로 옮겨갔고, 1877년 도쿄의 고쿄에 있던 메이지 천황이 교토를 방문했을 때, 천황이 도쿄로 간지 불과 10년밖에 지나지 않았음에도 황폐해진 어소 주변 시설과 환경을 안타까워하며 "교토 어소를 보존하여 옛 모습으로 유지하라"는 명을 궁내청에 내렸다고 한다. 1945년에는 폭격으로 인한 피해를 막기 위해 궁궐 건축물 절반 가까이 보존을 위해 해체하기도 했다.
메이지 이후로는 교토 황궁(일본어: 京都皇宮 교토코구[*])이라 불리게 되었으며, 국유재산으로 일본 궁내청에서 관할하는 황실용 재산으로 분류되어 가까운 곳에 위치한 오미야 어소(大宮御所), 센토 어소와 함께 궁내청이 관리하고, 그 주위의 국민공원인 교토 어원(京都御苑)을 환경부가 관리한다. 북쪽으로는 인접한 이마데가와미치(今出川通)를 낀 도시샤 대학과 도시샤 여자대학이 있다(두 대학 모두 이마데가와 캠퍼스). 교토 시민들은 교토 어소와 이 교토 어원까지 모두 묶어서 '어소(御所)'라 부르는 경우가 많으며, 외국의 궁궐과는 달리 담은 그렇게 높지 않은 편이다.
원래 헤이안쿄라 불린 지금의 교토로 천도한 직후의 정식 황궁 즉 내리(內裏)는 지금의 교토 어소에서 1.7km 서쪽 센본도리(千本通り), 헤이안쿄의 한가운데 부근에 해당하는 지금의 서일본 여객철도 니조 역 근처의 센본마루타 정(千本丸太町) 교차점 북동쪽에 위치해 있었는데, 센고쿠 시대의 전란을 거치면서 불타 없어져 황폐해지면서 사토다이리(里内裏)로 옮겨가게 된 것이다. 사토다이리는 다이리가 화재로 소실될 경우 등에 지어졌던 일종의 임시 다이리를 가리키는 단어였다. 교토 어소 부지에 위치한 사토다이리도 여러 사토다이리의 하나로써 쓰치미카도 히가시노토인 도노(土御門東洞院殿)라 불렸다. 난보쿠초 시대(14세기 후반 무렵)에 북조(北朝)측의 천황이 대대로 거주하는 궁궐이 되었다. 이후 북조측 다이리 소재지로써 쓰치미카도 히가시노토인 도노가 정착하였으며, 메이토쿠(明徳) 3년(1392년)의 이른바 남북조 합일(南北朝合一) 이후 정식 황궁으로써 1869년(메이지 2년) 메이지 천황의 도쿄 행차 때까지 550년 동안 황궁으로써 존속하였으며, 메이지 이후 교토 고구(京都皇宮)라고도 불렸다. 
쓰치미카도 히가시노토인 도노는 겐코 원년/겐토쿠 3년(1331년) 고다이고 천황(後醍醐天皇)이 교토를 탈출하고 가마쿠라 막부(鎌倉幕府)가 옹립했던 고곤 천황(光厳天皇)이 이곳을 사토다이리로 삼은 이래, 메이지 천황이 도쿄로 옮겨갈 때까지 550년 동안 사용되었던 대궐이었다. 지금의 교토 어소는 쓰치미카도 도도인 다이리 자체가 아니라 이곳을 바탕으로 확충된 것으로, 처음에는 1개 정(町) 정도에 불과했던 영역은 무로마치 막부 3대 쇼군 아시카가 요시미쓰(足利義満)에 의해 그 부지가 확대되어, 오다 노부나가(織田信長)나 도요토미 히데요시(豊臣秀吉)에 의해 정비가 이루어져 지금의 모습으로 굳어지게 되었다. 에도 시대에만 게이초(慶長) 연간(1613년), 간에이(寛永) 연간, 조오(承応) 연간, 간분(寛文) 연간, 엔포(延宝) 연간, 호에이(宝永) 연간(1709년), 간세이(寛政) 연간(1790년), 안세이(安政) 연간(1855년) 이렇게 여덟 번에 걸쳐 재건이 이루어졌는데, 옛 궁을 헐고 재건축한 게이초 연간과 간에이 연간의 공사를 제외하면 나머지는 화재로 인해 소실된 뒤에 재건한 것이다. 가장 마지막으로 재건된, 현재 모습의 다이리는 에도 말기인 안세이 2년(1855년)에 헤이안 양식에 따라 재건된 것으로 안정내리(安政内裏)로도 불리며, 지금의 면적도 에도 말기에야 확보된 것이다. 현재 넓이는 약 20.2ha에 이른다. 덧붙여 남조(南朝)측 천황의 어소는 니조 토미 소로(二条富小路)의 다이리였다. 현대의 교토고쇼는 쓰치미카도 히가시노토인 다이리 그 자체가 아니라 쓰치미카도 히가시노토인 다이리를 토대로 확충한 것으로 막부 말기인 게이오(慶応) 연간에 현대와 같은 부지 면적이 확정되었다. 
이전에는 사전에 참관예약을 하고 입장할 수 있었으나 2016년 7월 26일 이후로 월요일, 공휴일, 연말연시, 황실행사등을 제외한 때에는 무료로 자유롭게 입장이 가능하다.
또한 교토 어소와 가까운 오미야 어소는 고미즈노오 천황의 중궁이었던 도후쿠몬인을 위해 지어진 궁에서 비롯되었는데, 현재 건물은 고메이 천황의 뇨고(女御)로서 훗날 에이쇼 황태후(英照皇太后)로 추호된 구조 아사코(九條夙子)를 위해 지어진 것으로 1867년에 완성된 것이다.
현재는 천황이나 황후, 황태자 및 황태자비가 교토에 머무를 때(행차 및 여행의 목적으로) 숙박이나 국빈 접대 시의 숙박처로서 사용되고 있다.

## 주요 건물
교토 어소 사방을 츠키지 담(길이 동서 약 250m, 남북 약 450m)으로 둘러싸여 있다. 츠키지 담은 5개의 줄무늬가 들어간 가장 권위있는 것으로, 총 6개의 문이있다. 즉 남쪽에는 건례문(建礼門), 북쪽에는 삭평문(朔平門), 동쪽의 남쪽 가까이에는 건춘문(建春門), 서쪽은 남쪽에서 북쪽으로 의추문(宜秋門), 청소문(清所門), 황후문(皇后門)이다. 이러한 문 외에 혈문으로 지붕이 없는 입구가 12개가 있다. 귀문에 해당하는 부지 동북 코너에서는 츠키지 담이 그 쪽만 안으로 들어가 있어 ‘사루가 츠지’(猿ヶ辻)로 불리고 있다. 명칭의 유래는 여기에 액막이를 위해 히요시 산왕사의 신의 사자로 하는 원숭이를 모시는 데 따른 것이다.
주요 건물로는 다음과 같은 것들이 있다.

### 외조(外朝)
- 어차기(일본어: 御車寄)-제후들이 황궁을 드나들 때 사용한 현관
- 신어차기(일본어: 新御車寄)-천황이 황궁을 드나들 때 사용한 현관
- 제대부간(일본어: 諸大夫間)-제후들이 천황을 알현하기 전에 거치는 대기실
- 춘흥전(일본어: 春興殿)-천황 즉위 시 삼종신기(三種神器)를 임시로 보관해 놓는 전각

### 정전(正殿) 권역
- 승명문(일본어: 承明問)-자신전의 정문
- 자신전(일본어: 紫宸殿)-황궁의 정전(正殿)
- 일화문(일본어: 日華門)-자신전 좌측에 있는 문
- 월화문(일본어: 月華門)-자신전 우측에 있는 문
- 의양전(일본어: 宜陽殿)-황실의 어물(御物)을 보관하는 전각

### 편전(便殿) 권역
- 청량전(일본어: 清涼殿)-원래는 천황의 침전(寢殿)이었으나, 후에 편전(便殿)으로 역할이 변경됨
- 소어소(일본어: 小御所)-천황이 외부인을 맞이하던 전각
- 어학문소(일본어: 御学問所)-황실 구성원들의 교육 및 유흥공간

### 연조(燕朝) 권역
- 어상어전(일본어: 御常御殿)-천황의 침전(寢殿)
- 어삼간(일본어: 御三間)-칠석(七夕), 열반회(涅槃會), 백중맞이 등의 행사가 거행되었던 전각
- 참내전(일본어: 参内殿)-제후의 예궐(詣闕)용 전각
- 영춘(일본어: 迎春)-천황의 독서공간
- 어량소(일본어: 御涼所)-천황의 여름 휴양용 전각
- 어탕전(일본어: 御湯殿)-천황의 욕실
- 청설(일본어: 聴雪)-천황의 휴양용 정자
- 어화어전(일본어: 御花御殿)-동궁(東宮) 및 친왕(親王)의 침전(寢殿)
- 황후어상어전(일본어: 皇后御常御殿)- 황후의 침전(寢殿)
- 약궁어전(일본어: 若宮御殿)-황자의 침전(寢殿)
- 희궁어전(일본어: 姬宮御殿)-황녀의 침전(寢殿)
- 비향사(일본어: 飛香舎)-궁녀의 입궁의식이 거행되었던 전각

## 갤러리

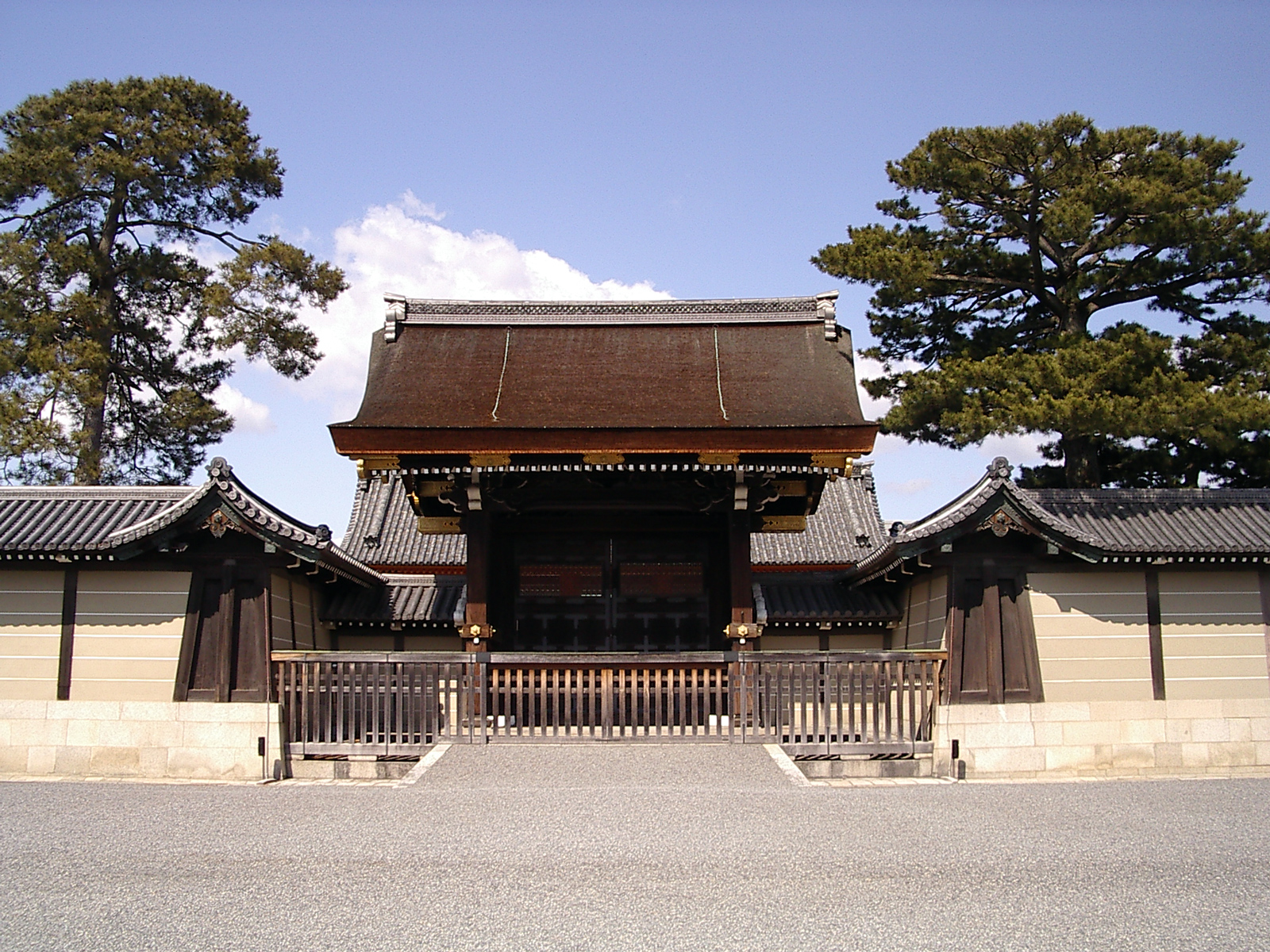
건례문 (일본어: 建礼門/남쪽)
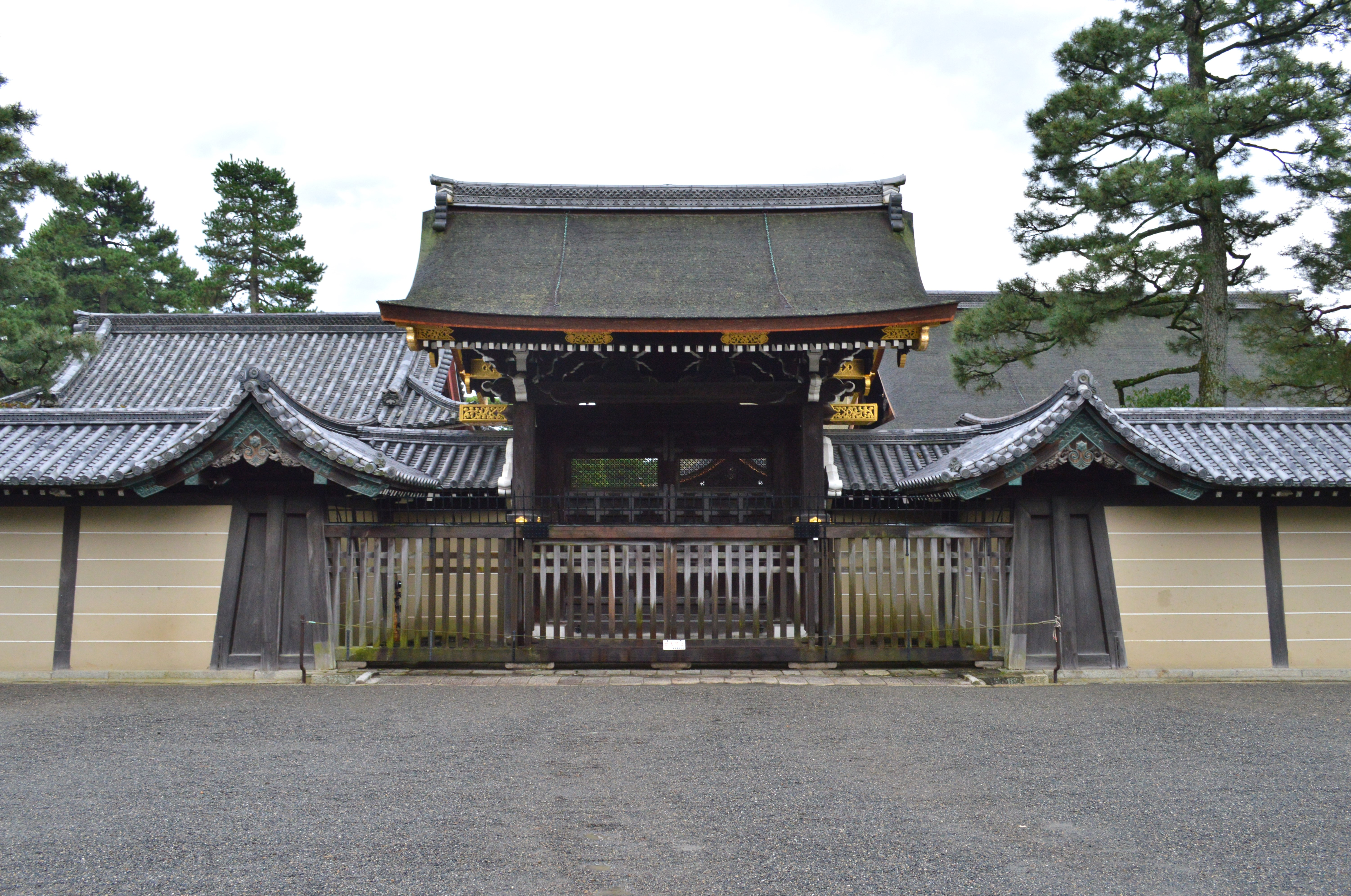
삭평문 (일본어: 朔平門/북쪽)
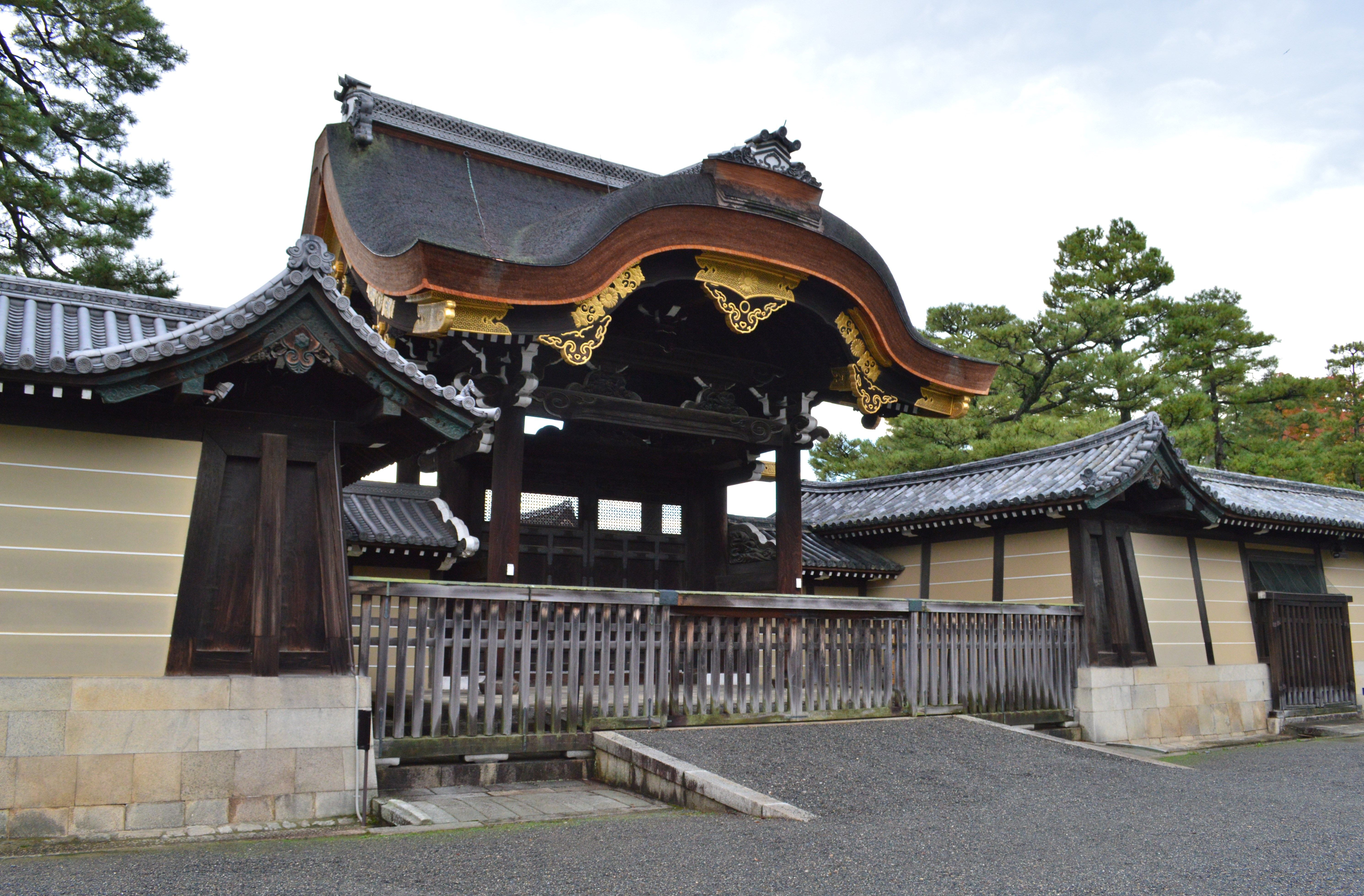
건춘문 (일본어: 建春門/동쪽)
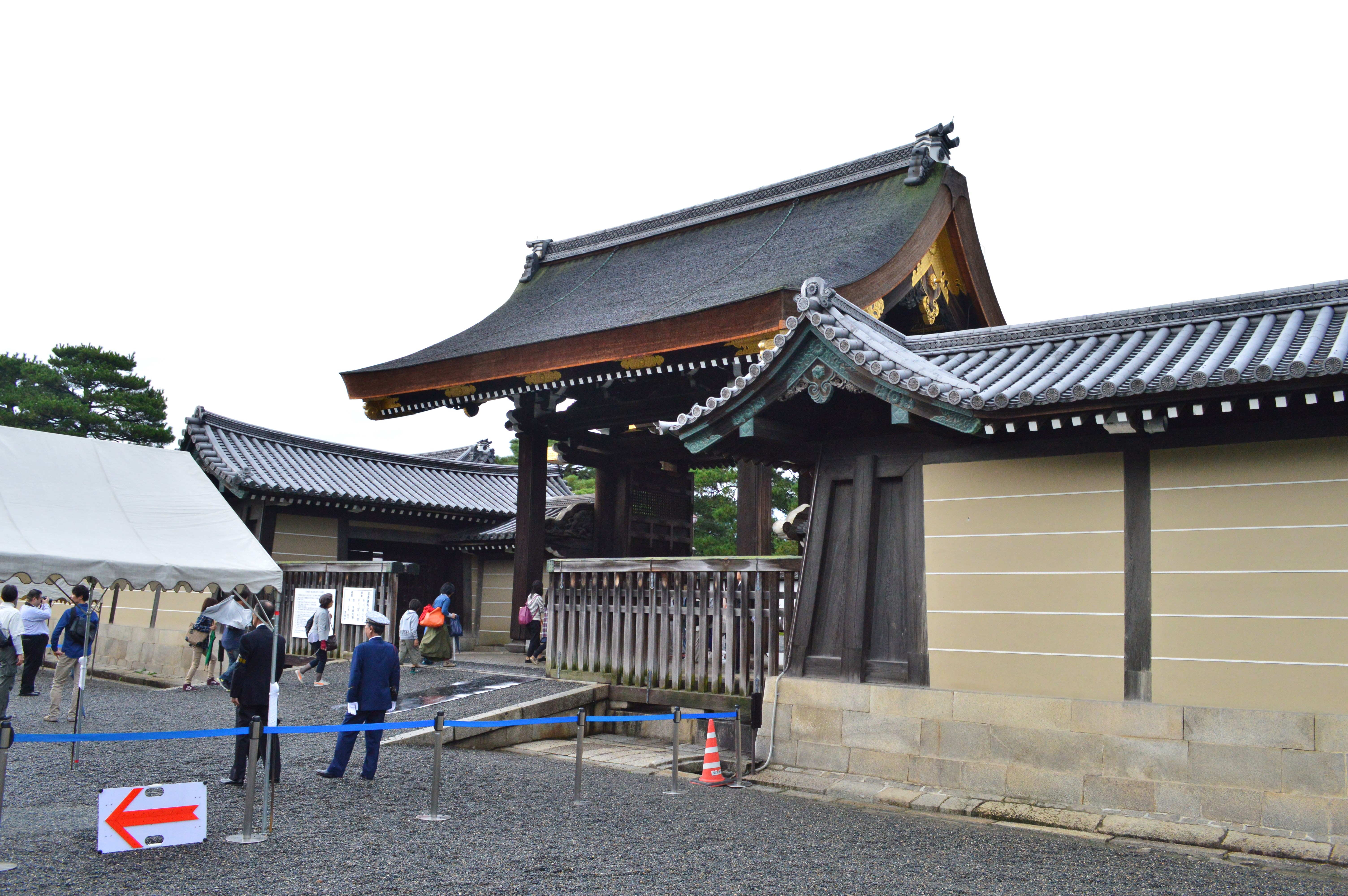
의추문 (일본어: 宜秋門/서쪽 아래)
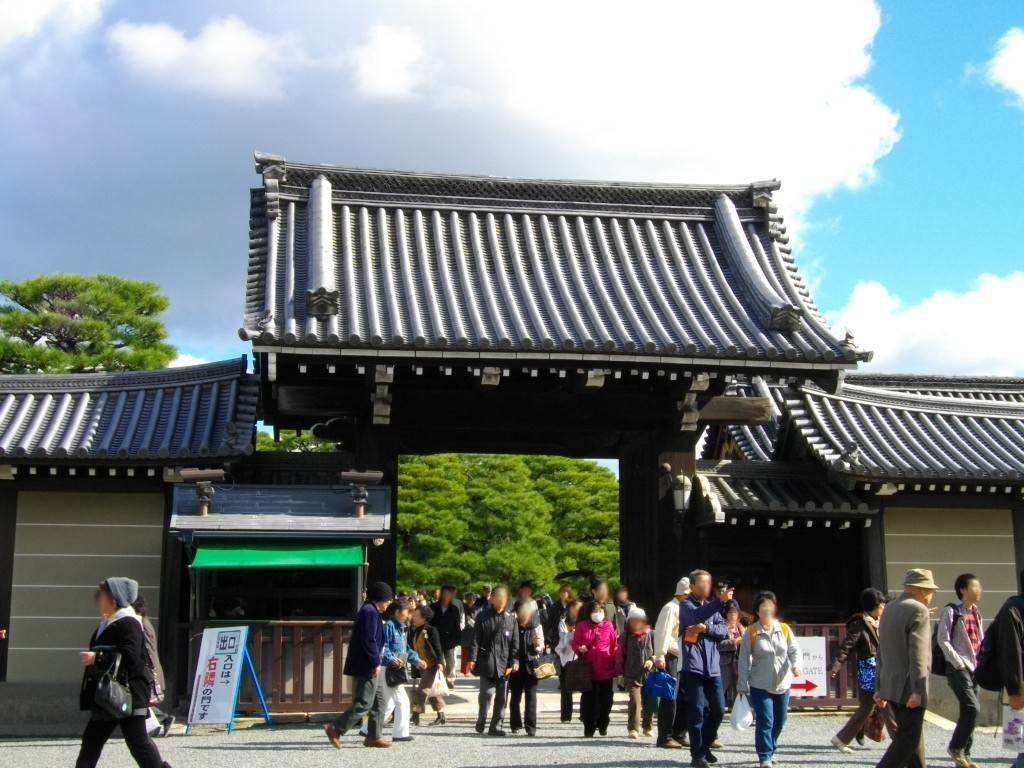
청소문 (일본어: 淸所門/서쪽 중부)
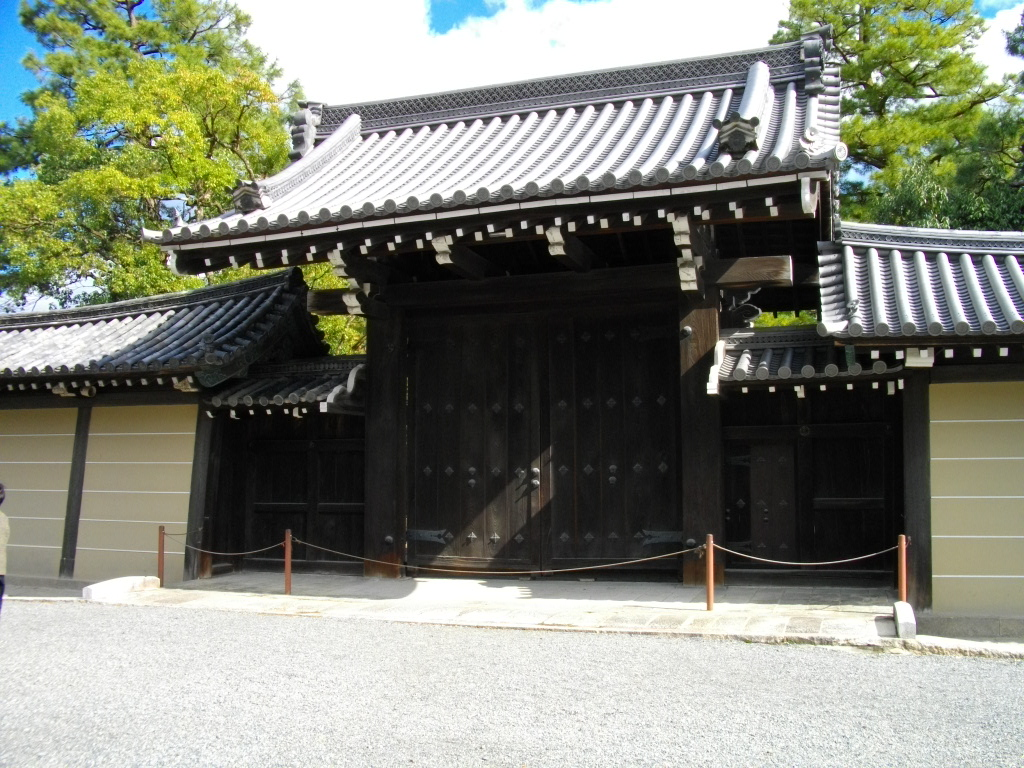
황후문 (일본어: 皇后門/서쪽 위)
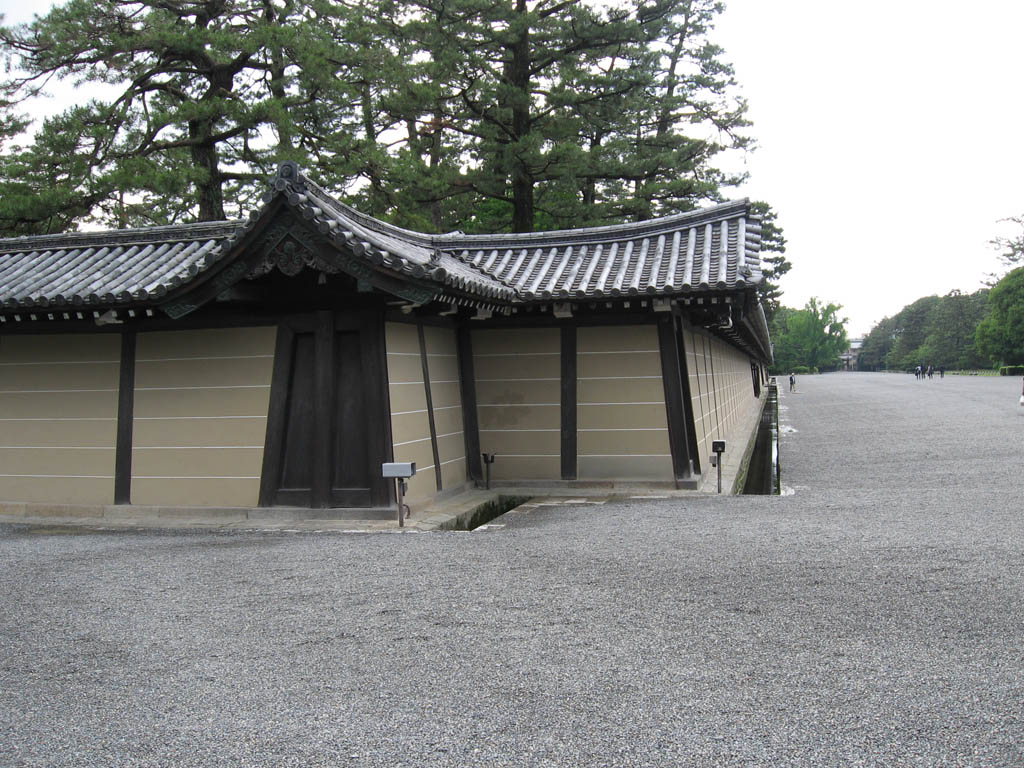
사루가쓰지(일본어: 猿が辻)
제대부간 (일본어: 諸大夫間)
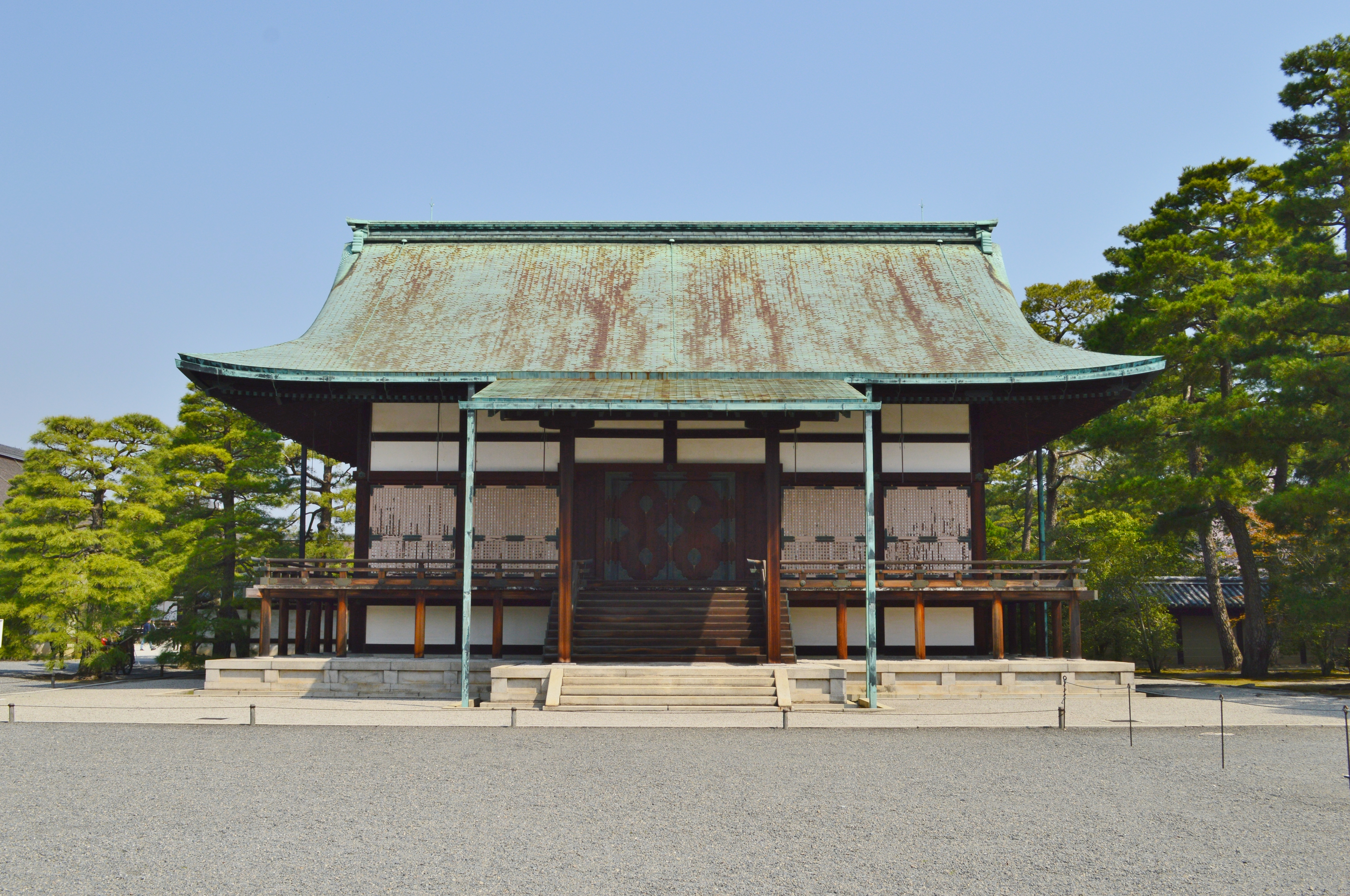
춘흥전(일본어: 春興殿)
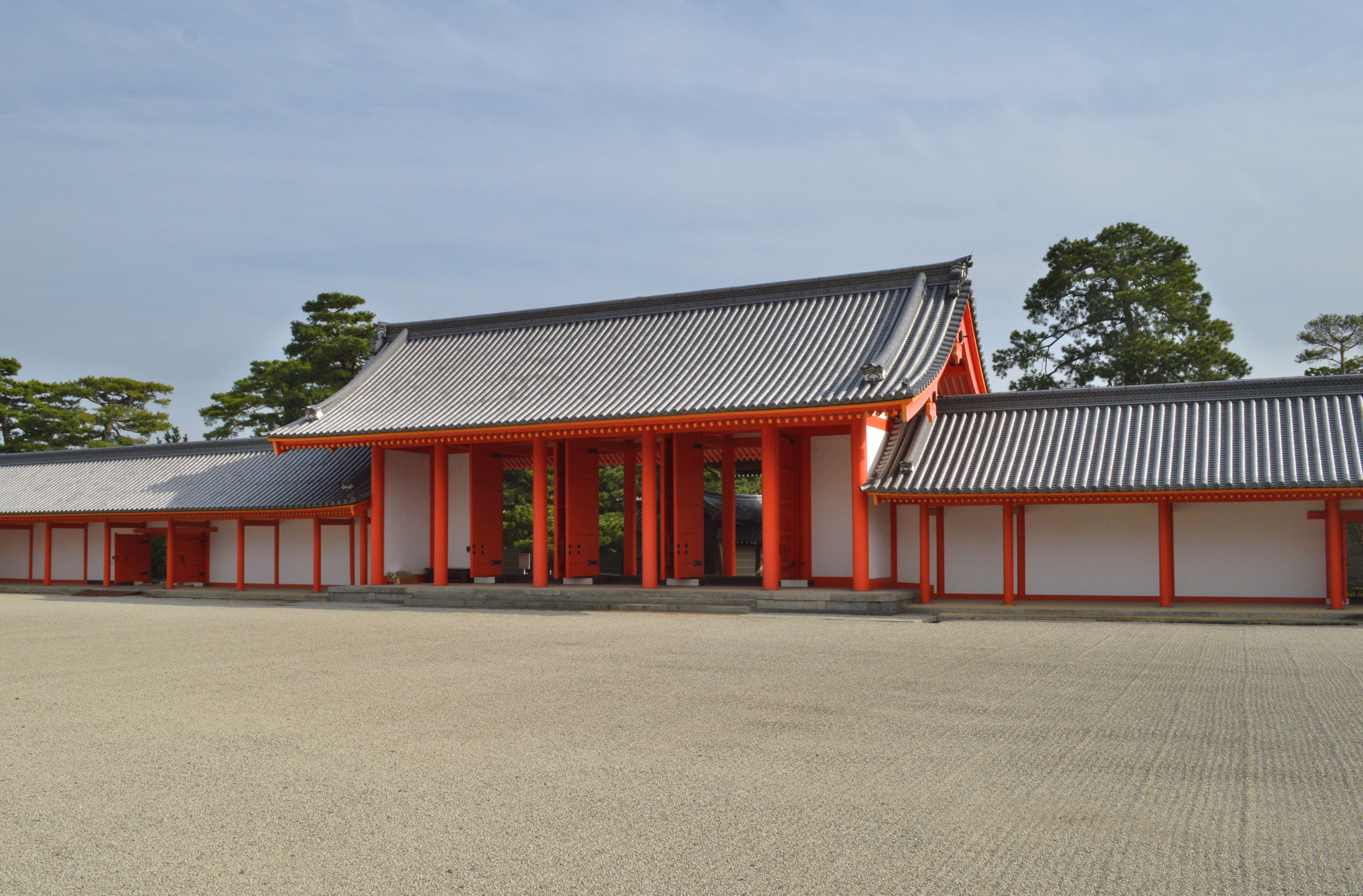
승명문 (일본어: 承明門)
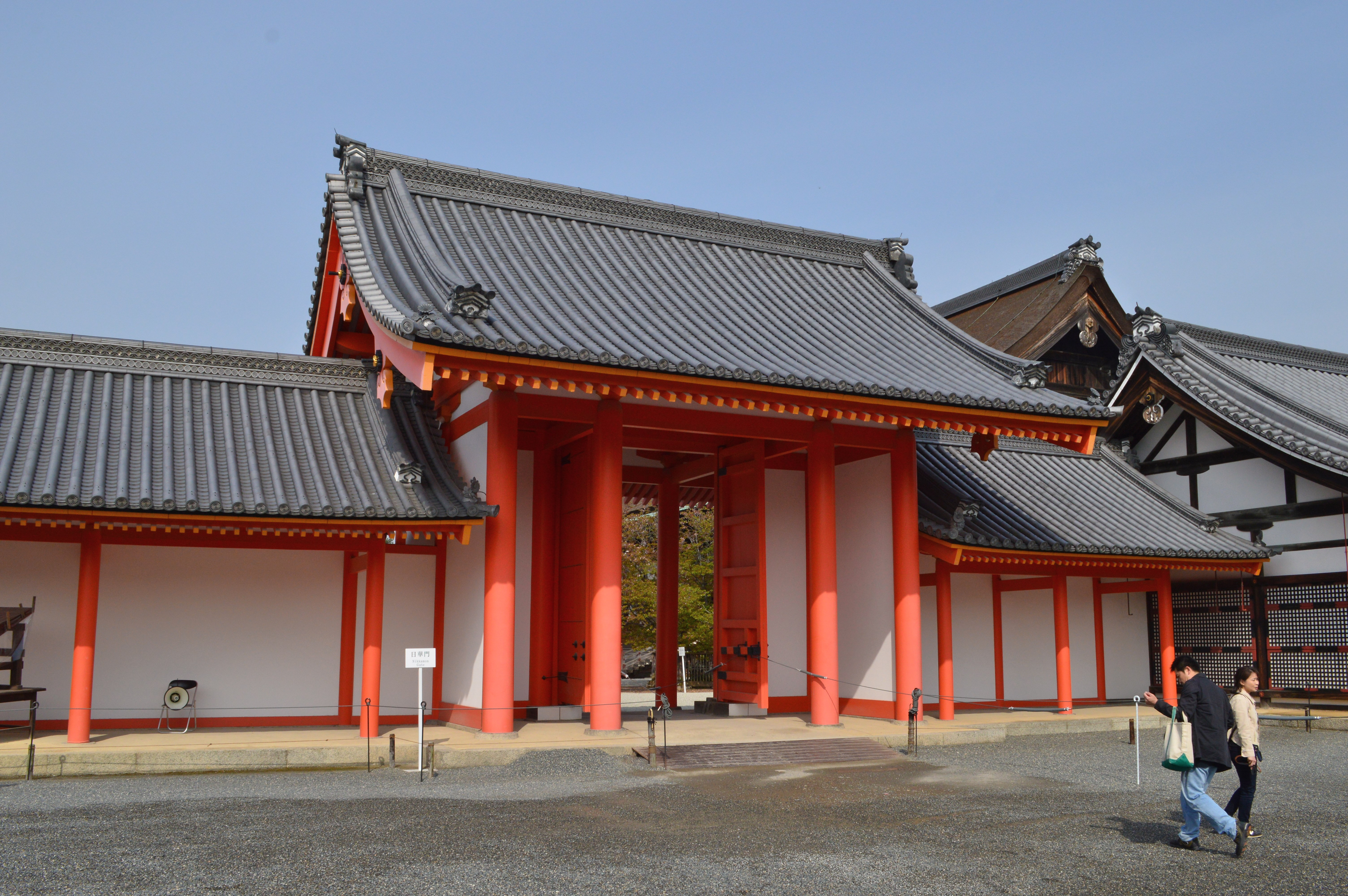
일화문 (일본어: 日華門)
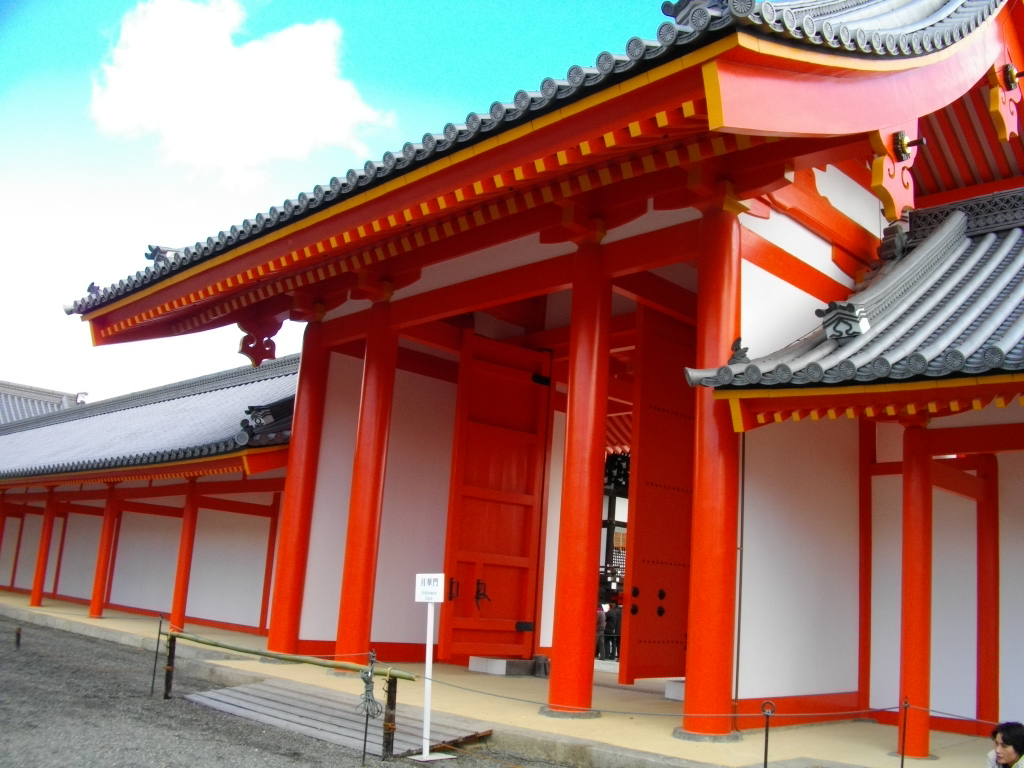
월화문 (일본어: 月華門)
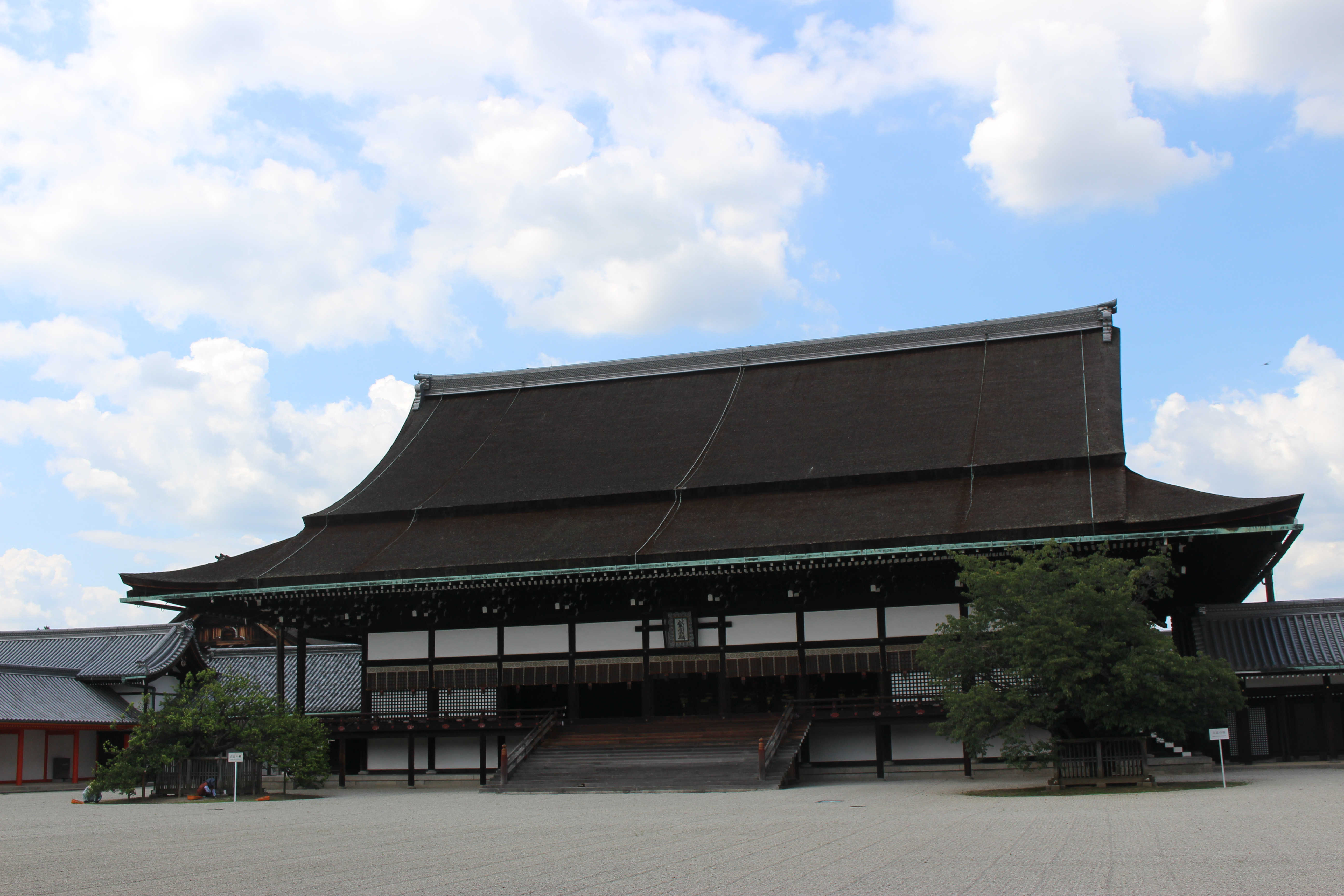
자신전 (일본어: 紫宸殿)
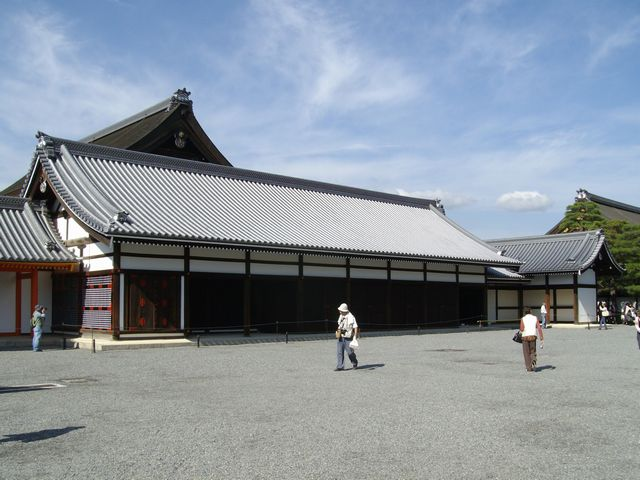
의양전 (일본어: 宜陽殿)
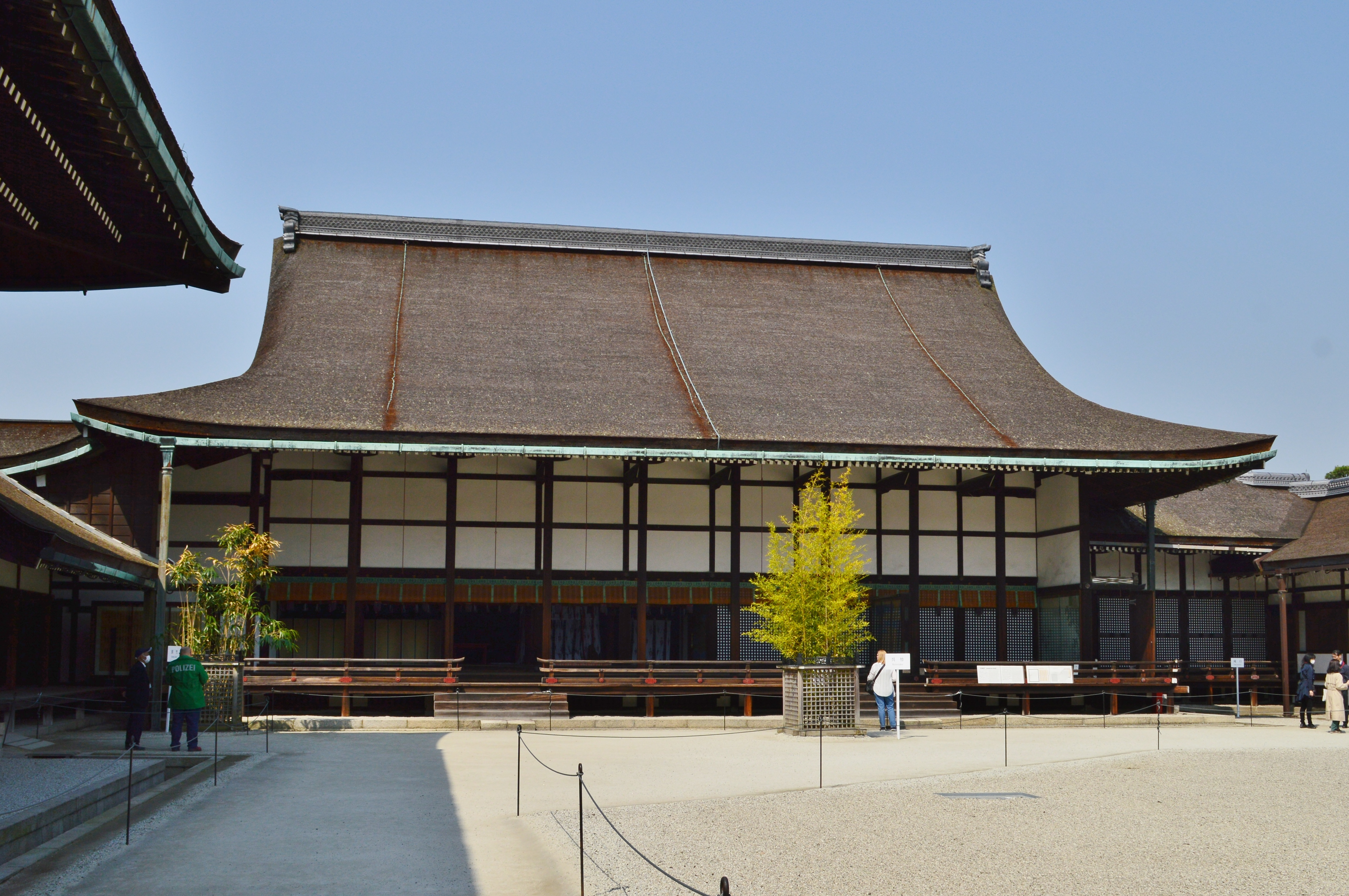
청량전(일본어: 清涼殿)
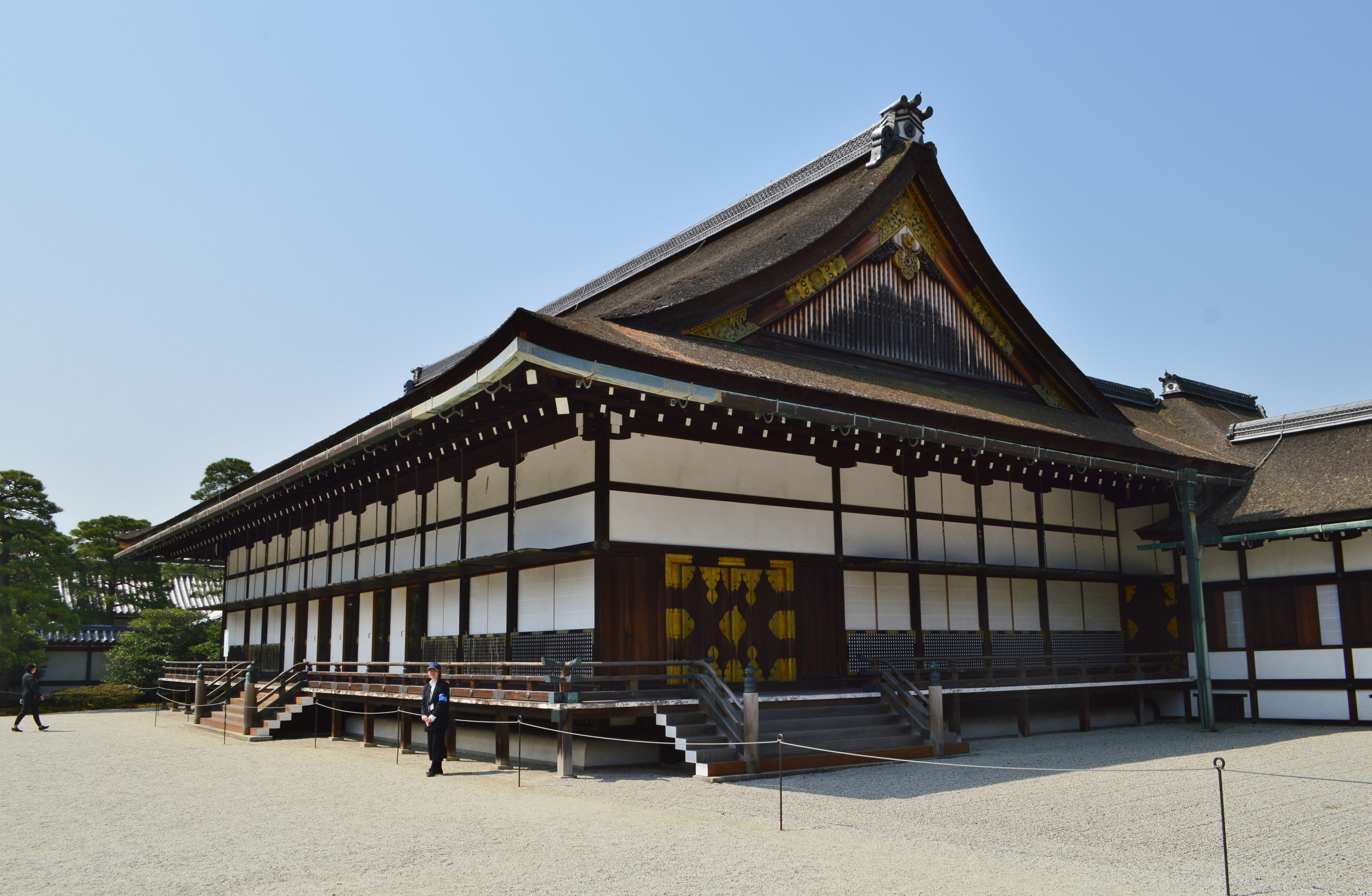
소어소 (일본어: 小御所)
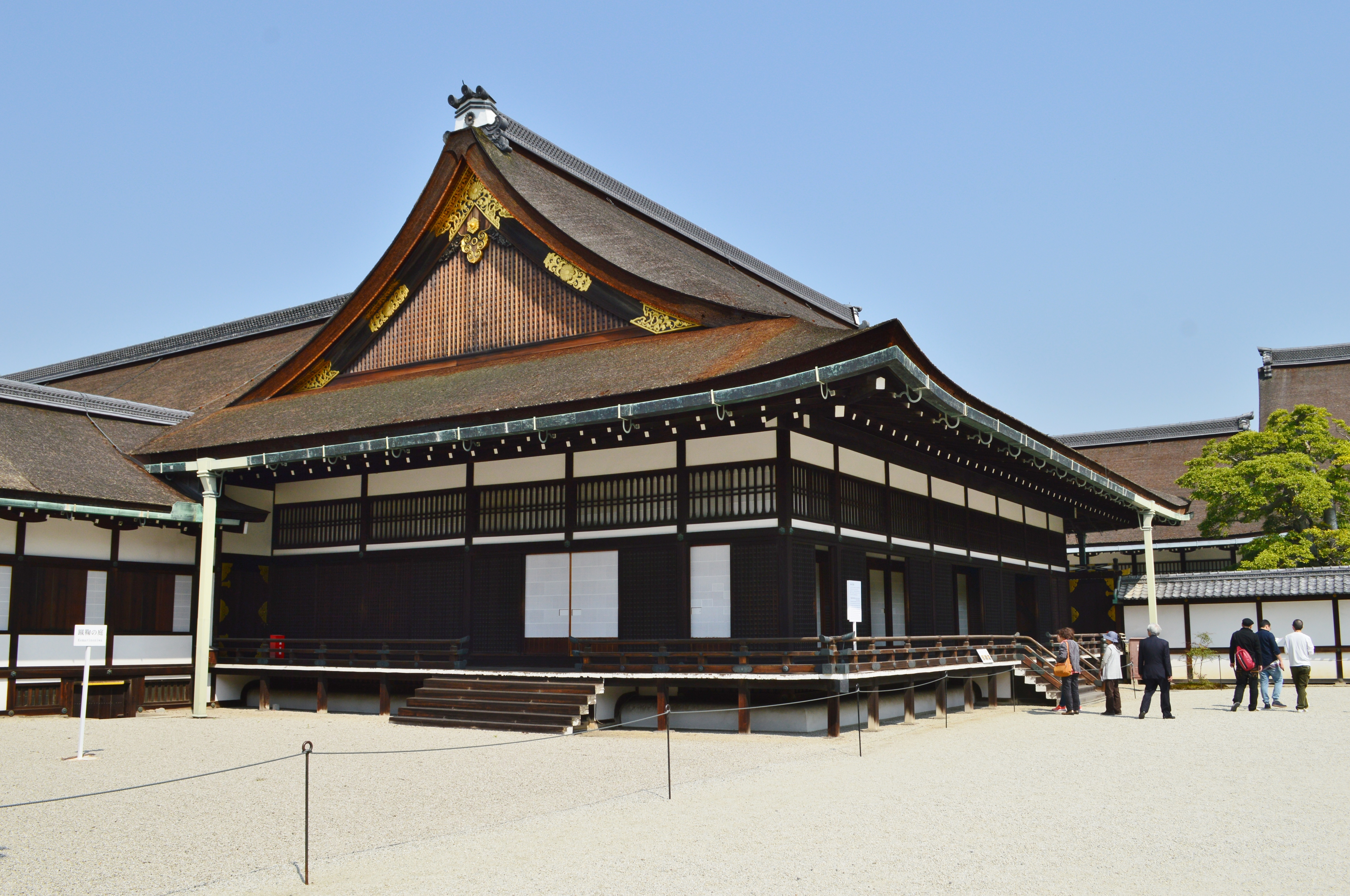
어학문소 (일본어: 御学問所)
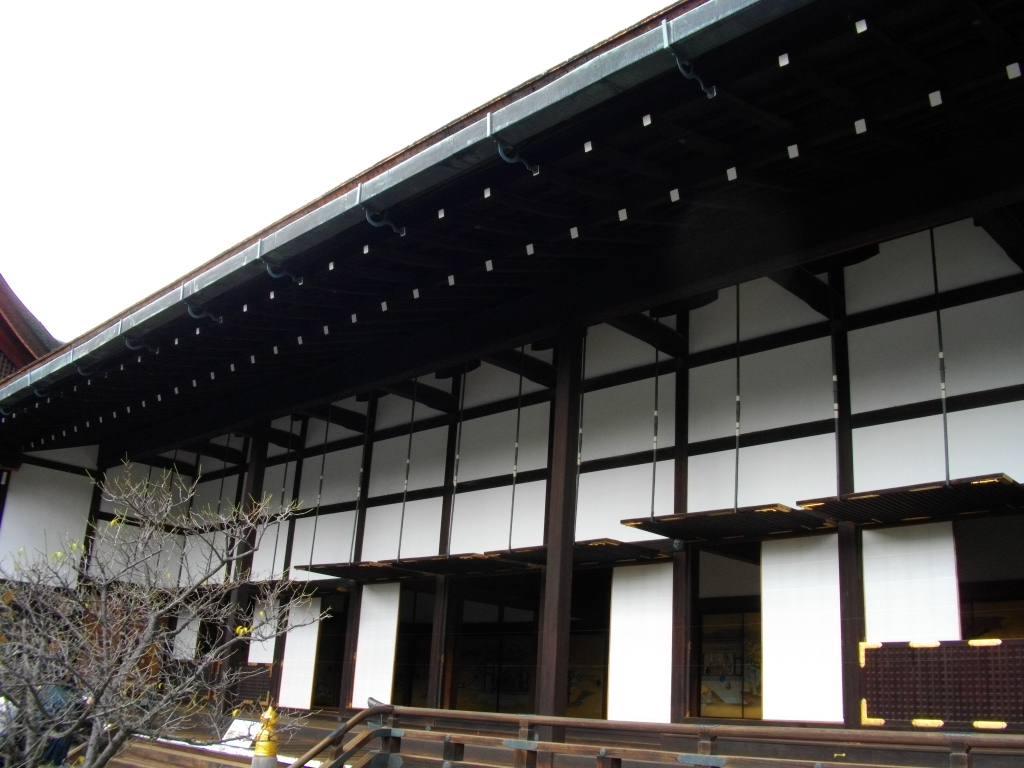
어상어전 (일본어: 御常御殿)
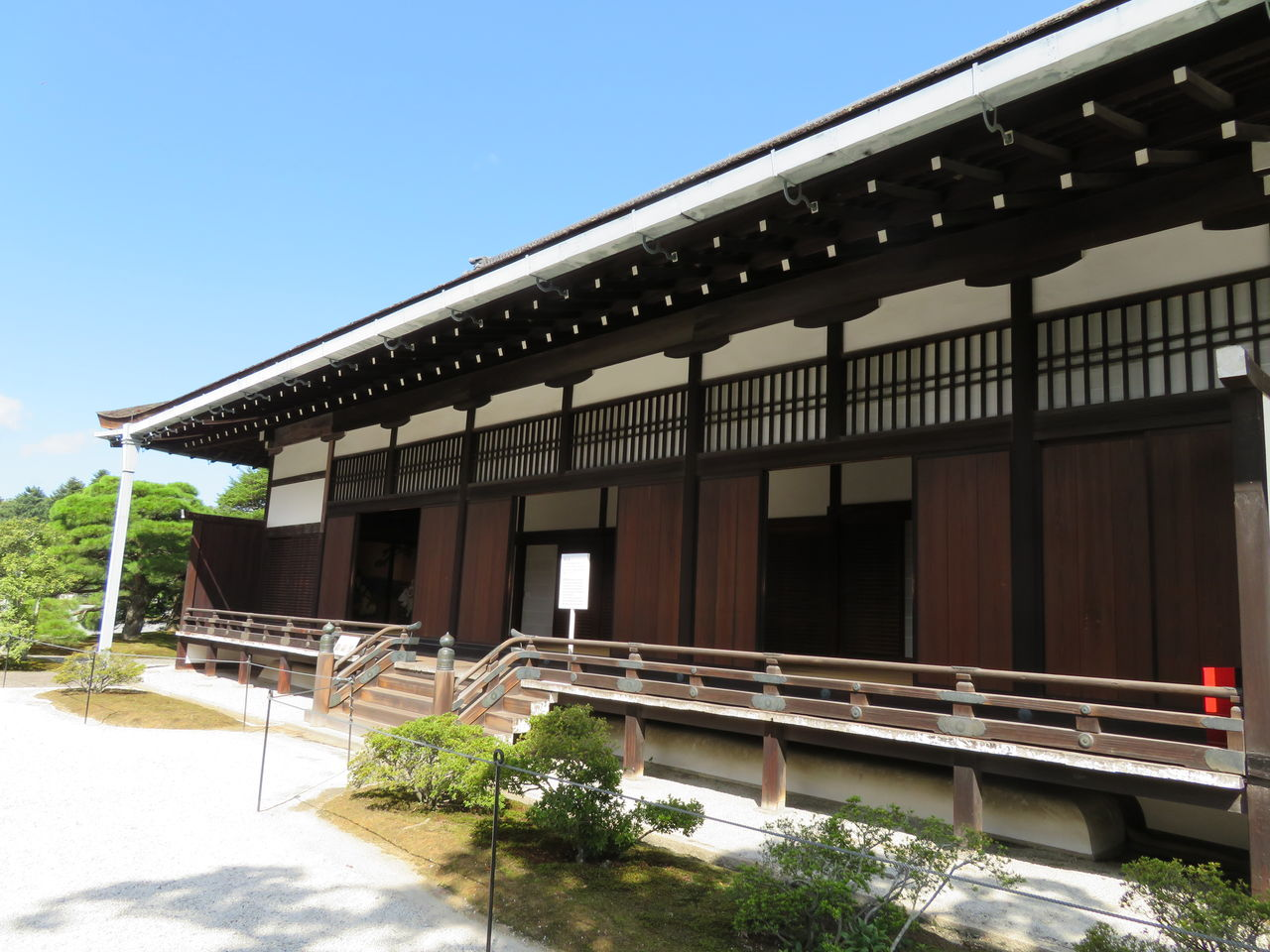
어삼간 (일본어: 御三間)
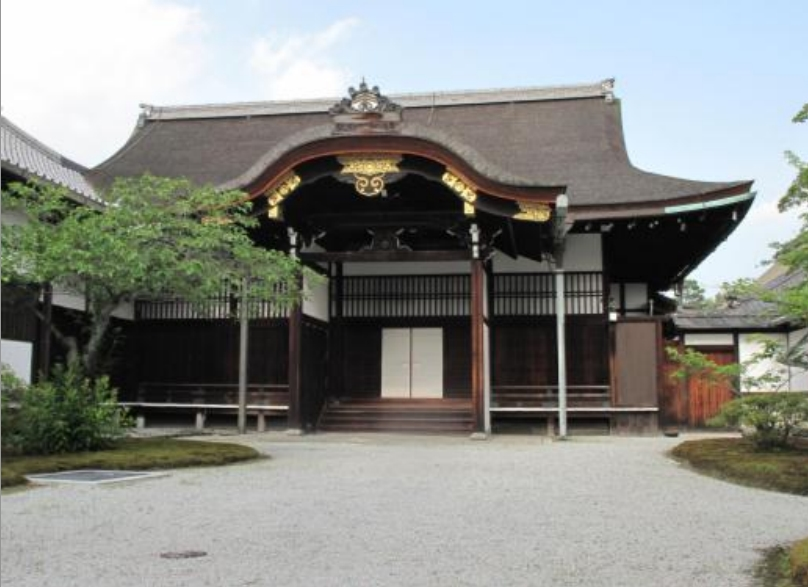
참내전 (일본어: 参内殿)

## 즉위식
일본 천황의 즉위식인 즉위식은 대대로 교토 어소의 자신전에서 이루어졌는데, 메이지 유신으로 천황이 도쿄로 옮겨 가면서, 1889년에 제정된 구황실전범(일본어: 旧皇室典範) 제11조에 따라 즉위식에서 대상제(일본어: 大嘗祭)는 교토에서 거행하도록 규정했고, 다이쇼 천황과 쇼와 천황도 교토 어소에서 즉위에 관한 일련의 의식이 거행되었다. 제2차 세계대전 뒤에 제정된 현재의 황실전범에서는 교토에 가서 행하라고 규정한 장소에 대한 규정이 없어졌으며, 1990년에 지금의 천황 아키히토는 일본 역사상 최초로 도쿄에서 즉위식을 거행하였다. 즉위할 때 천황이 앉는, 그의 즉위를 상징적으로 나타내는 천황의 정식 어좌(일본어: 御座)인 고어좌(일본어: 高御座) 및 황후의 정식 어좌인 어장대(일본어: 御帳台)는 교토 어소의 자신전에 상설되어 있어, 아키히토 천황의 즉위식에서 교토 어소의 자신전에서 행하던 「정전(正殿)의 의(儀)」는 이 고어좌와 어장대를 해체해서 도쿄까지 옮겼다고 한다.

## 관람
원래는 유료였으나 현재는 무료다. 그러나 가이드를 빌리려면 궁내청에서 예약을 해야 한다. 교통편은 교토 지하철 가라스마선 이마데가와역에서 진입하면 된다.

## 같이 보기
- 교토 교엔